# Sajansko-šušenská přehradní nádrž
Sajansko-šušenská přehradní nádrž (rusky Саяно-Шушенское водохранилище) je přehradní nádrž na území Krasnojarského kraje, Chakaska a Tuvy v Rusku. Má rozlohu 621 km². Má objem 31 km³. 

## Vodní režim
Nádrž na řece Jeniseji za hrází Sajansko-šušenské vodní elektrárny byla naplněna v letech 1970-79, přičemž se stavbou bylo započato v roce 1970, hrubá stavba byla dokončena v říjnu 1975.

## Hráz
Výška hráze je 242 m, délka 1066 m. Šířka základů přehradního tělesa je 105,7 m, šířka v koruně 25 m. Je součástí Sajansko-šušenské vodní elektrárny.